# 한국철도공사 7000호대 디젤 기관차
7000호대 디젤 기관차는 한국철도공사의 여객열차 견인용 전기식 디젤 기관차다. 새로이 제작된 유선형 새마을호의 전용 견인기로서 1986년부터 2년간 도입되었다. 대한민국의 여타 디젤 기관차와는 달리 최초의 유선형 디자인으로서, 승합차와 모습이 비슷하여 봉고라는 애칭도 있다. 현재는 모두 퇴역하였다.

## 역사
1986년 아시안 게임과 1988년 하계 올림픽을 대비하여 당시로서는 최고급 열차였던 새마을호의 개량을 결정하는데, 이를 위하여 스테인리스 차체를 채용한 유선형 새마을호 객차를 도입하게 되었다. 현대정공에서 유선형 객차의 전용 견인 기관차로 개발한 것이 바로 이 7000호대 디젤 기관차로, 1986년 7월 12일부터 영업 운행을 개시하였다. 1987년에는 외관이 약간 변경된 2차 도입분이 6량 도입되어, 총 15량이 도입되었다.
그러나 새마을형 디젤 액압 동차의 도입으로 새마을호가 더욱 고급화하자, 7000호대 디젤 기관차는 새마을호를 견인한다는 도입 목적을 상실하였다. 또 보다 운전이 쉬운 7300·7400호대 디젤 기관차가 103량 도입되어 디젤 기관차의 보유 대수가 증가하며, 25년이라는 내구 연한을 구태여 연장할 필요성이 없어졌다. 이에 차례로 폐차가 진행되어, 2011년에는 7001호부터 7009호까지 차적에서 제외되었고, 2012년 11월 28일에는 나머지 6량이 차적에서 삭제되어 모든 차량이 퇴역하였다. 이 가운데 7001호는 한국철도공사의 철도기념물로 선정되었다. 7002호~7015호는 고철 매각되었다.

## 기술적 사양
본 기관차의 모델명은 FT36HCW-2로, 여객 열차만을 견인하도록 고안되었다. 축중이 16.5t으로서 다른 특대형 기관차보다도 가볍고 부수적으로 사용하는 교류 발전기가 없다고 하나, 이는 대부분 과거에 7000호대 번호를 사용했던 대한민국 철도청 6300호대 디젤 기관차를 오인한 것이다.
차체의 구조가 유선형이어서 운전실에서는 한 방향만 볼 수 있기 때문에, 후방 시야 확보가 어려워 퇴행 운전시 최고 속도가 25km/h로 제한되었다. 전기적 구성은 6병렬 고정으로 되어 있어 운행 중 회로전이에 의한 충격이 없으나, 초반 가속력이 약하다. 이러한 이유로 화물열차 견인에는 거의 투입되지 않았다.
초기에는 발전차 없이 운행하기 위해 엔진과 직결되는 객차 전원 공급 장치(HEP)를 장착하였으나, 후술할 운행 상의 문제점이 발견되면서 철거하였다. 제동장치로는 다른 특대형 디젤전기기관차와 달리 전기지령식 공기제동을 사용한다. 발전제동 장치가 구비되어 있으나, 발전제동은 저항기와 견인전동기의 노후화로 인해 사용이 금지되었다.

## 개조

### 객차 전원 공급 장치(HEP) 철거
객차 전원 공급 장치는 운영 초기부터 많은 문제를 일으켰다. HEP를 사용할 때에는 기관차의 엔진을 893rpm, 즉 정차중에도 6단~8단 노치 상태로 고정해야 하기 때문에, 운행 대기 시에 연료 소모가 상당하였으며 매연이 심했고, 정차 시에는 최대 120dB 수준의 소음이 지나치게 발생해서 인근에서 불평이 자주 들어왔다. 게다가 엔진과 연결된 발전기 축과 연결된 크랭크축이 자주 깨져서 1993년부터 HEP 사용을 금지했고 1996년에 사용금지된 HEP를 완전히 없애버리고 그 위치에 납 구조물로 무게균형을 맞췄다.

### 주기관 변경
이전에는 EMD사의 16-645F3B 3,700마력급 기관을 사용하였지만 이후 고회전 고출력 기관의 신뢰성 부족과 정비성과 부품 호환성 향상을 위하여 기존의 특대형 기관인 3,300마력급 16-645E3으로 변경하여 여객 운행시 신뢰성과 내구성에 문제가 없도록 하였다.

### 전방 연결기 개조
전방 연결기는 초기에는 수납형이었으나 이후 효율성 문제로 외부 돌출형으로 개조하였다.

### 차체 하부 스커트 제거
초기에는 유선형 새마을호 객차와 비슷하게 연료통 부분에 스커트가 내려와 있으나, 정비성 문제와 이후 무궁화호의 견인기로도 쓰이는등으로 1994년 CI 변경에 의한 신도색 작업 직전, 스커트를 잘라내어 정비 효율성 향상을 도모했다.

## 현황
총 15량이 도입되어 모두 퇴역하였다.
| 차호   | 시리얼 | 도입 시기  | 운행 중단 시기   | 비고 |
| ------ | ------ | ---------- | ---------------- | --- |
| 7001호 | 860601 | 1986년 7월 | 2011년 12월 12일 | 철도문화재심의위원회에서 철도기념물로 지정하였으며 현재 부산철도차량정비단에서 강서구 송정동 부지 이동으로 2021년 4월쯤 재도색을 하여 보존 중이다. 초기에는 상태가 많이 나빴다.                                          |
| 7002호 | 860602 | 1986년 7월 | 2011년 12월 12일 | 2015년 고철 매각되었다. |
| 7003호 | 860603 | 1986년 7월 | 2011년 12월 12일 | 1990년 6월 21일 서울발 부산행 새마을호 1열차를 끌고 경부선 전의역을 진입하던 중 전철기 고장으로 정차중이던 수원발 제천행 화물열차와 충돌해 대파되었으나 수리 후 운행을 재개하였다. 2018년 고철 매각되었다.               |
| 7004호 | 860801 | 1986년 7월 | 2011년 12월 12일 | 2015년 고철 매각되었다. |
| 7005호 | 860802 | 1986년 7월 | 2011년 12월 12일 | 1991년 10월 20일 경상남도 양산시 원동면 화계리 포교 인근에서 무궁화호 #82로 경부선 상행을 운행하다 15톤 트럭의 적재함이 교각을 들이받아 레일이 흔들리면서 탈선되었다. 수리 후 운행을 재개하였다. 2016년 고철 매각되었다. |
| 7006호 | 860803 | 1986년 7월 | 2011년 12월 12일 | 2016년 고철 매각되었다. |
| 7007호 | 860901 | 1986년 7월 | 2011년 12월 12일 | 2016년 고철 매각되었다. |
| 7008호 | 861101 | 1986년 7월 | 2011년 12월 12일 | 2016년 고철 매각되었다. |
| 7009호 | 861102 | 1986년 7월 | 2011년 12월 12일 | 2016년 개봉한 영화 부산행에서 잠시 등장한 바 있으며 2018년 고철 매각되었다. |
| 7010호 | 871001 | 1987년 7월 | 2012년 11월 9일  | 2015년 고철 매각되었다. |
| 7011호 | 871002 | 1987년 7월 | 2012년 11월 28일 | 2015년 고철 매각되었다. |
| 7012호 | 871003 | 1987년 7월 | 2012년 10월 25일 | 영화 부산행에서 잠시 등장한 바 있으며 2018년 고철 매각되었다. |
| 7013호 | 871004 | 1987년 7월 | 2012년 10월 30일 | 2008년 6월 14일 동대구행 무궁화호 견인 도중 대구선 철도건널목에서 탱크로리 트럭과 충돌하는 사고로 전면부가 파손되었으나 같은 해 운행을 재개하였다. 2018년 고철 매각되었다.                                               |
| 7014호 | 871105 | 1987년 7월 | 2012년 11월 5일  | 2015년 고철 매각되었다. |
| 7015호 | 871106 | 1987년 7월 | 2012년 11월 9일  | 2016년 고철 매각되었다. |

## 사진

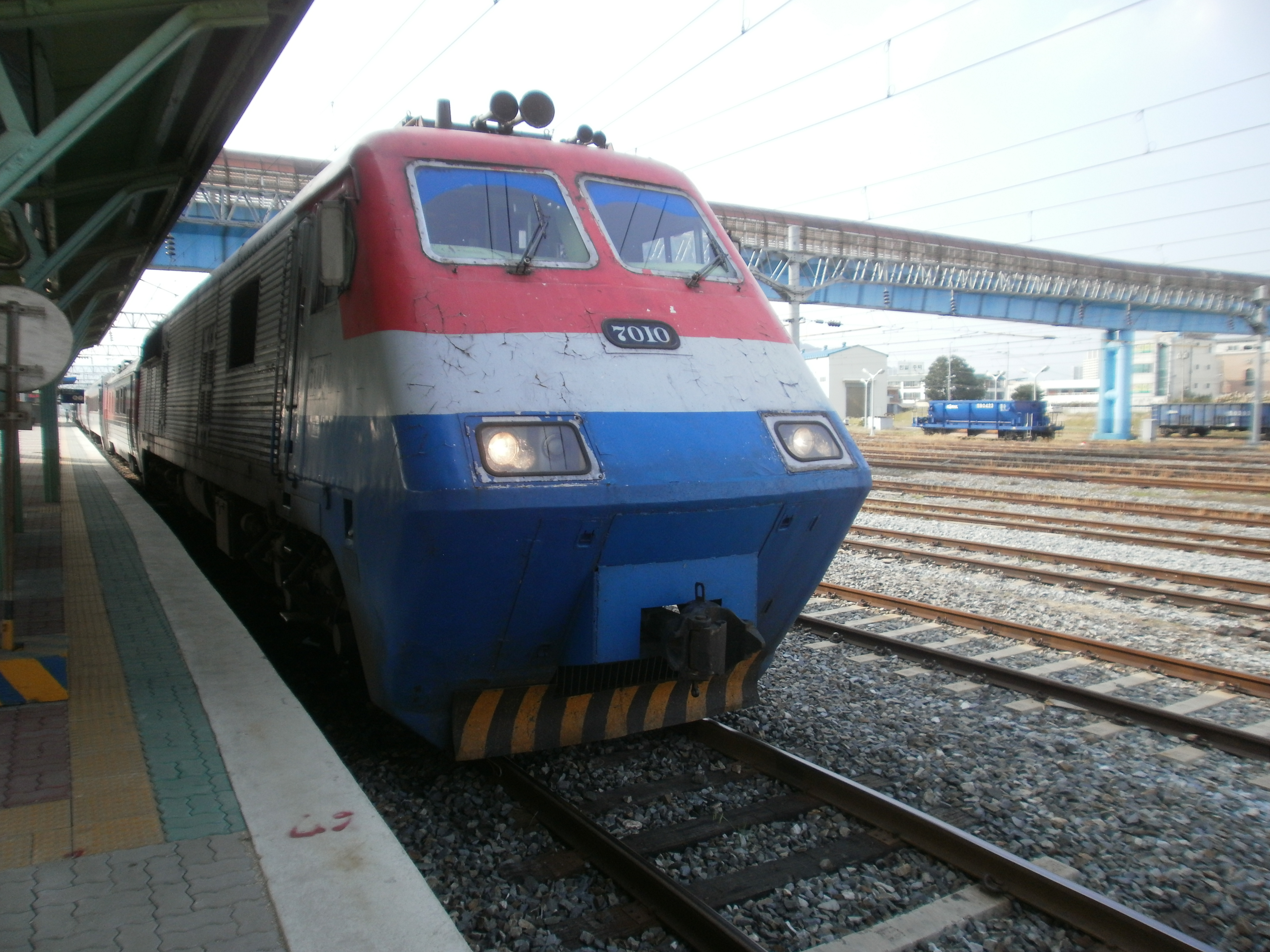
7010호 디젤 기관차 (신 CI)
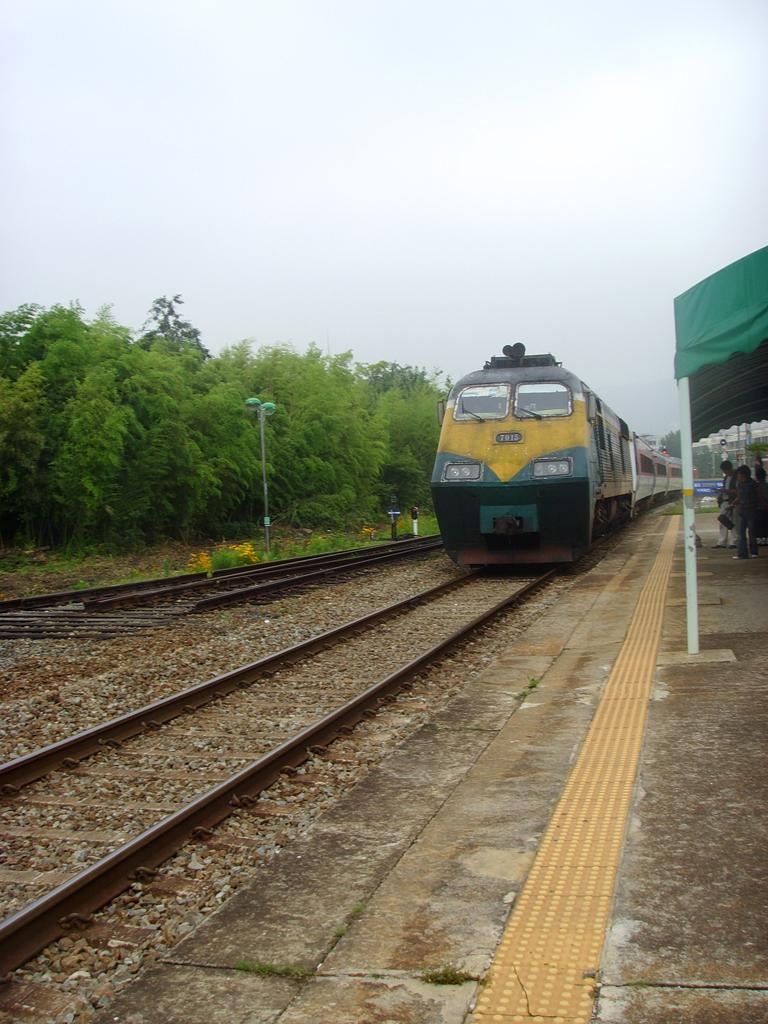
7015호 디젤 기관차 (구 CI)
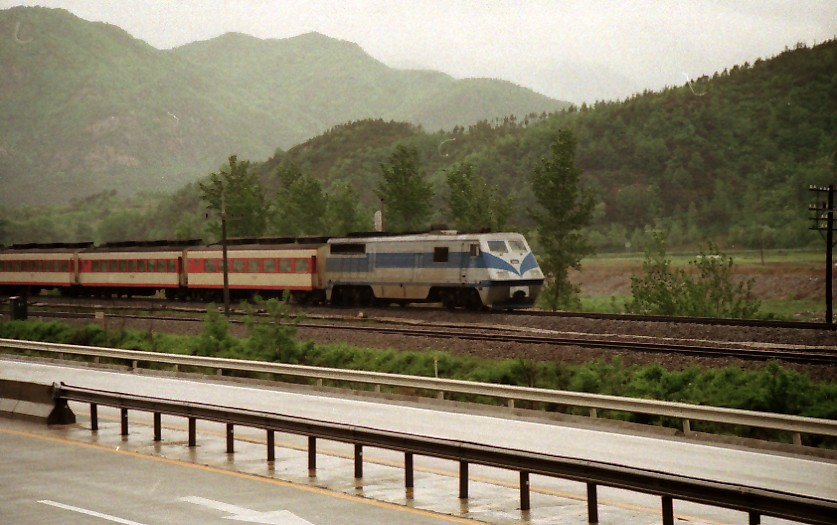
초기 도색의 모습

## 등장 작품
EBS 와 서울 특별시가 제작한 애니메이션 '띠띠뽀 띠띠뽀 "의 주인공"띠띠뽀 "의 모델이되기도 했지만, 차축 배치가 B'o-B'o되어 운전실 창문이 1 장으로되어있다 실차에는없는 운전실의 빛을 제공하는 등 실차와 다른 부분이 몇 보인다.